# 曙光女神計劃

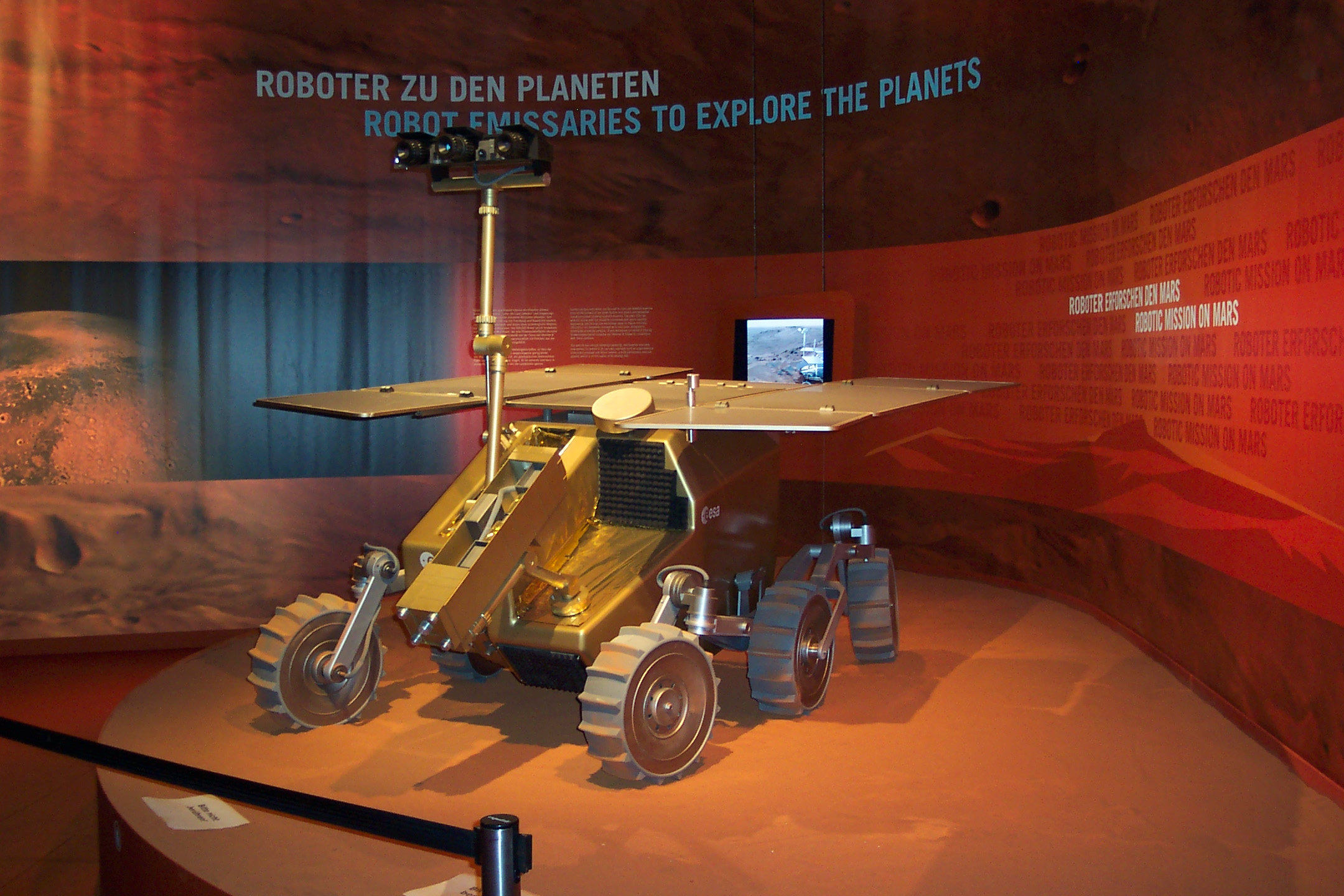
ExoMars模型

曙光女神計劃（英文：Aurora programme）是歐洲太空總署規劃的載人航天探測任務，於2001年展開，主要目標是使用無人航天器及載人航天來探索太陽系，次要目標為尋找地球之外的生命痕迹。
各成员国承诺参与曙光女神五年期（第一个是2005-2009年），之后他们可以改变他们的参与程度或完全撤出。

## 任务
第一个十年计划专注于机器人任务。

## 旗舰任务
- ExoMars及NEXT是曙光女神計劃早期的旗艦任務[3]
- 与俄罗斯联邦航天局联合进行的ExoMars火星车（英语：ExoMars rover）任務預計於2020年發射。
- 在2020年代中期，机器人火星樣本取回任務。
- 在2030年中期，启动人类太空任务。

## 参見
- 星座計劃（Project Constellation）

## 外部連結
- Aurora site at ESA （页面存档备份，存于）
- Aurora Industry Day 2006 （页面存档备份，存于）
- Brochure of the Aurora Programme （页面存档备份，存于）